# Jättåsarna
Jättåsarna är ett naturreservat i Fagersta kommun i Västmanlands län.
Området är naturskyddat sedan 2012 och är 66 hektar stort. Reservatet består av barrskog med inslag av lövträd och några lärkträd. Det finns även kärr.